# Ludlamita
La ludlamita, un mineral, fosfato de hierro hidratado, fue descrita como una especie mineral a partir de ejemplares encontrados en la mina de estaño  Wheal Jane, en  Baldhu,  Cornualles, Reino Unido, que consecuentemente es su localidad  tipo. El nombre es un homenaje a Henry Ludlam (1824-1880), coleccionista de minerales.

## Propiedades físicas y químicas
La ludlamita es un fosfato ferroso hidratado, a veces con contenidos variables de manganeso y magnesio substituyendo al hierro. Se encuentra en forma de cristales, y también como masas exfoliables o granudas. Los cristales, de color verde y aspecto característico, fueron estudiados por Maskelyne,  que determinó sus propiedades ópticas y su morfología cristalina.

## Yacimientos
La ludlamita no es un mineral frecuente, aunque se conocen unas 60 localidades en las que aparece.  En las pegmatitas graníticas, se forma por procesos hidrotermales de alteración de otros fosfatos. Un yacimiento notable es el de la pegmatita de Enio, en Laranjeiras, Galiléia, Minas Gerais (Brasil). También se encuentra en yacimientos de minerales metálicos con sulfuros, asociado a  pirita, siderita y vivianita. De este segundo tipo de yacimiento son muy apreciados los procedentes de la mina de Huanuni, en Dalence, Oruro (Bolivia). También se han encontrado ejemplares notables en la mina San Antonio, Santa Eulalia, Chihuahua, México. En España se ha encontrado como cristales asociados a pirita y siderita, en la corta Brunita, Cartagena - La Unión (Murcia).